# 嘉道理農場暨植物園博物館
嘉道理農場暨植物園博物館（英語：Kadoorie Farm and Botanic Garden Museum），園內簡稱農場博物館，於2006年落成，位於香港新界嘉道理農場暨植物園內，專門介紹和展出嘉道理農場暨植物園文物、資料和歷史。現今是嘉道理農場暨植物園管理。

## 歷史
嘉道理農場暨植物園博物館是為慶祝嘉道理農場暨植物園金禧紀念，專門介紹嘉道理農場暨植物園資料和歷史。前身為豬舍，後改建為禮品店，再重新於2006年改建作現時的博物館。

## 設施及藏品
嘉道理農場暨植物園博物館細說嘉道理農場暨植物園的有趣根源和歷史，藉此宣揚嘉道理農場暨植物園的主導信念。內藏有農場歷史圖片、信件、物品等。

## 外部連結
- 嘉道理農場暨植物園博物館[]
- 博物館的入口圖像[永久]